# 김지훈 (체조 선수)
김지훈(1984년 8월 9일 ~ )은 대한민국의 체조선수이다

## 경력
- 2012년	제30회 런던올림픽 남자체조 국가대표
- 2011년	제43회 세계기계체조선수권대회 남자 국가대표
- 2010년	제16회 광저우 아시안 게임 남자체조 국가대표
- 2009년	제25회 하계 유니버시아드대회 남자체조 국가대표
- 2008년 베이징올림픽 남자체조 국가대표

## 학력
- 서울체육고등학교 체조부
- 한국체육대학교 체육학과
- 한국체육대학교 대학원 체육학과

## 수상
- 2011년	코리아컵 고양 국제체조대회 남자철봉 금메달
- 2010년	제35회 KBS배 전국기계체조대회 남자철 우승
- 2010년	광저우아시안게임 남자체조 단체전 동메달
- 2008년	텐진 월드컵 철봉 1위
- 2007년	프레올림픽 철봉 1위

## 드라마 출연
- 2016년 웹 드라마 《응답하라 평창, 100 °F》